# Quirino Gasparini
Quirino Gasparini (* 24. Oktober 1721 in Gandino (bei Bergamo); † 23. September 1778 in Turin) war ein italienischer Komponist und Cellist.

## Leben
Quirino Gasparini studierte zuerst Theologie und wurde am 18. September 1741 in Bergamo zum Priester geweiht. Er entschied sich dann jedoch sein Leben der Musik zu widmen und studierte bei Giovanni Andrea Fioroni (1716–1778) in Mailand und bei Pater Giovanni Battista Martini in Bologna. 1751 wurde er als Mitglied in die Accademia Filarmonica von Bologna aufgenommen. 1756 wurde er für ein Jahr Kapellmeister an Santa Maria Maggiore in Bergamo. 1758 war er Cellist beim Grafen D’Anziano di Vercelli. 1760 wurde er Nachfolger von Francesco Michele Montalto (1689–1760) als Kapellmeister an der Kathedrale von Turin.
Gasparini komponierte hauptsächlich Kirchenmusik, darunter ein Stabat Mater, welches gelegentlich aufgeführt wird. Des Weiteren komponierte er einige Opern, darunter Mitridate re di Ponto (Turin, 1767) nach einem Libretto von Vittorio Amedeo Cigna-Santi. Dieses Libretto wurde drei Jahre später vom 14-jährigen Mozart für den Mailänder Karneval vertont (Mitridate, re di Ponto).
Mozart kopierte die Motette Adoramus te von Gasparini, dem er 1771 in Turin begegnete. Sie wurde ins Köchelverzeichnis unter KV 327 Anh. A. 10 aufgenommen. Das Werk konnte Gasparini erst 1922 vom Salzburger Domkapellmeister Hermann Spies zugeordnet werden.

## Werke (Auswahl)
- Artaserse, dramma per musica; Libretto: Pietro Metastasio; UA: 26. Dezember 1756 im Teatro Regio Ducale in Mailand[3]
- Mitridate re di Ponto, dramma per musica; Libretto: Vittorio Amedeo Cigna-Santi; UA: 31. Januar 1767 im Teatro Regio in Turin[4]
- Azione teatrale intermediata di danze in zwei Teilen (zusammen mit Giuseppe Sordella); UA: 13. Juni 1769 in Turin
- 17 Messen
- Stabat Mater
- andere kirchliche Werke
- 6 trii academici per 2 violini e violoncello, op. 1 (um 1755)
- 6 trii per 2 violini e violoncello (um 1760)
- Concerto per violino
- Concerto per clavicembalo od organo e archi
- Sonate per organo